# Deposito locomotive di Paola

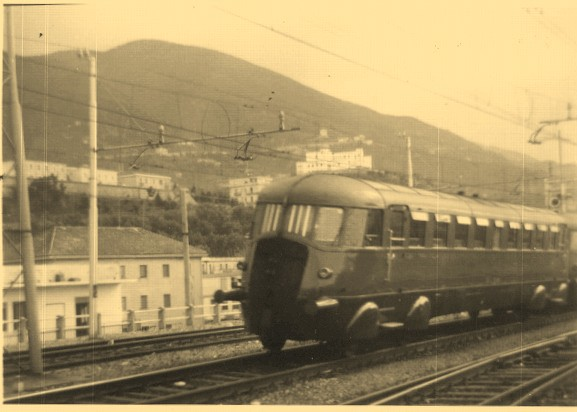
Una delle ALn 56.1900 del deposito locomotive di Paola in arrivo nella stazione omonima alla fine del 1971

Il deposito locomotive di Paola è stata una infrastruttura di servizio ferroviario per la sosta, la manutenzione ed il rifornimento di locomotive ed automotrici delle Ferrovie dello Stato per le esigenze specifiche della Ferrovia Tirrenica Meridionale e della diramata a cremagliera per Cosenza.

## Storia
Il deposito locomotive di Paola ebbe la sua origine vera e propria all'atto della costruzione della ferrovia che dalla stazione di Paola avrebbe collegato alla linea tirrenica la città di Cosenza. I primi cantieri vennero stabiliti nel 1907 e con essi iniziò la necessità di una struttura che permettesse il ricovero e la manutenzione delle locomotive utilizzate per il trasporto dei materiali e delle attrezzature. Venne ricavata un'area sul litorale tirrenico mediante materiale di riporto sul lato a sud ovest della stazione ferroviaria e su di essa si installarono i binari di ricovero e le necessarie strutture. La linea venne inaugurata nel 1915 e il piccolo impianto divenne la sede e il ricovero delle locomotive a cremagliera 980, nonché il rimessaggio delle locomotive che vi terminavano il proprio servizio o che avevano bisogno di rifornimenti di carbone e di lubrificanti.
In seguito, a metà degli anni trenta, le FS decisero di potenziare l'offerta viaggiatori sulla linea per Cosenza che era gravata da una percorrenza estremamente lungo dell'ordine delle 3 ore mediante l'assegnazione, avvenuta nel 1937, di 9 unità ALn FIAT 56.1900, espressamente progettate per la linea a cremagliera. Per garantirne il rimessaggio, la necessaria manutenzione e l'eventuale riparazione l'impianto subì un deciso ampliamento con la costruzione di un'officina Diesel, capannoni di rimessaggio e pertinenze relative come depositi e rifornimento di gasolio. Vennero inoltre assegnati all'impianto alcuni locomotori elettrici E.626 per i servizi merci originari da Paola della Tirrenica.
Nel 1955 vennero immesse in servizio 6 nuove automotrici Fiat, del gruppo ALn 64.1000 per ampliare l'offerta di treni per cui le ALn 56 erano ormai del tutto insufficienti. Alla fine degli 1960 nell'impianto era presente una locomotiva 851 per il servizio di manovra, oltre ad una 625. Dal 31 maggio 1987, con l'attivazione della nuova linea di base per Cosenza attraverso la Galleria Santomarco, l'impianto iniziò a perdere la sua importanza e venne declassato a rimessa; nel 1991 le locomotive elettriche in dotazione furono trasferite a Cosenza. All'inizio del nuovo secolo l'impianto è stato del tutto dismesso.

## Locomotive in dotazione

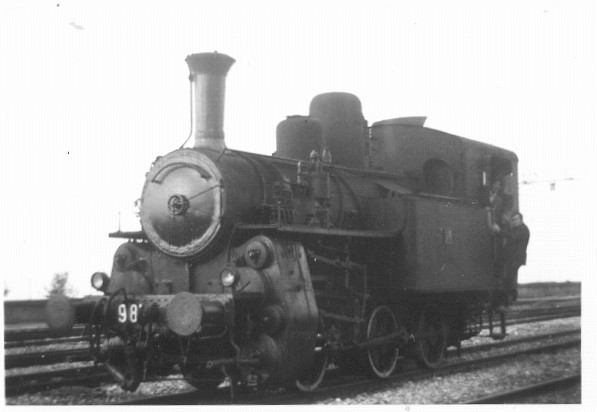
Una locomotiva 981 in manovra nel deposito locomotive di Paola nel 1970

L'impianto ha avute assegnate un certo numero di locomotive e rotabili per le esigenze del servizio:

### Locomotive a vapore
- Locomotiva Gruppo 851
- Locomotiva Gruppo 625

### Automotrici
- Automotrice ALn 56
- Automotrice ALn 64

### Locomotive elettriche
- Locomotiva FS E.626
- Locomotiva FS E.424 (successivamente riassegnate al Deposito locomotive di Cosenza)

Il deposito di Paola era sede di Carro soccorso di 2ª categoria per tutte le operazioni di soccorso in linea e pronto intervento tecnico per guasti o incidenti che riguardavano il settore trazione e i rotabili relativi.

Un'automotrice ALn 64 del deposito di Paola a Castiglione Cosentino alla fine degli anni 70